# Angraecum implicatum
Angraecum implicatum là một loài lan.